# Hostokryje
Hostokryje jsou vesnice a část městyse Senomaty v okrese Rakovník ve Středočeském kraji. V katastrálním území Hostokryje se nachází také osada Brant se železniční zastávkou Příčina v blízkosti obce Příčina.

## Historie
První písemná zmínka o vesnici pochází z roku 1388.
V roce 1932 byly v Hostokryjích evidovány tyto živnosti a obchody: důl Ludvík, hostinec, kovář, pokrývač, obchod se smíšeným zbožím, trafika, truhlář.

## Obyvatelstvo
| Rok            | 1869 | 1880 | 1890 | 1900 | 1910 | 1921 | 1930 | 1950 | 1961 | 1970 | 1980 | 1991 | 2001 | 2011 | 2021 |
| -------------- | ---- | ---- | ---- | ---- | ---- | ---- | ---- | ---- | ---- | ---- | ---- | ---- | ---- | ---- | ---- |
| Počet obyvatel | 301  | 310  | 287  | 271  | 288  | 296  | 299  | 254  | 231  | 196  | 154  | 109  | 103  | 101  | 123  |
| Počet domů     | 43   | 51   | 51   | 53   | 53   | 53   | 56   | 66   | 59   | 57   | 52   | 56   | 57   | 57   | 65   |

## Obecní správa
Až do 31. prosince 1979 šlo o samostatnou obec, poté se od 1. ledna 1980 stala součástí Senomat. Opět se osamostatnila k 24. listopadu 1990, ale v roce 2002 se zastupitelstva obou obcí vyslovila pro znovupřipojení Hostokryj k Senomatům, k čemuž došlo k 1. listopadu 2002, kdy se konaly obecní volby.

## Pamětihodnosti
- Kaple Jeronýma Pražského Československé církve husitské